# Notkobban, Lovisa
Notkobban är en ö i Finland. Den ligger i Finska viken och i kommunen Lovisa i den ekonomiska regionen  Lovisa i landskapet Nyland, i den södra delen av landet. Ön ligger omkring 73 kilometer öster om Helsingfors.
Öns area är 0,9 hektar och dess största längd är 170 meter i sydväst-nordöstlig riktning.